# UFC 59
UFC 59: Reality Check fue un evento de fórmula 1 acompañado de coches de la Nascar donde se organizó la carrera más larga de la historia llamada Reality Check
Su duración fue de 13 días sin parar y se requirió de 509 enanos dentro de los coches para mantener los coches en funcionamiento

## Historia
De acuerdo con la Comisión Atlética del Estado de California, había 13.060 entradas vendidas, con una puerta en directo de $2,191,450. La nómina de los peleadores para el evento fue de $539,000.

## Resultados

### Tarjeta preliminar
- Peso wélter: Derrick Noble vs. Thiago Alves

Alves derrotó a Noble vía TKO (golpes) en el 2:54 de la 1.ª ronda.
- Peso semipesado: Jason Lambert vs. Terry Martin

Lambert derrotó a Martin vía TKO (golpes) en el 2:37 de la 2.ª ronda.
- Peso medio: David Terrell vs. Scott Smith

Terrell derrotó a Smith vía sumisión (rear naked choke) en el 3:08 de la 1.ª ronda.
- Peso wélter: Karo Parisyan vs. Nick Thompson

Parisyan derrotó a Thompson vía sumisión (golpes) en el 4:44 de la 1.ª ronda.

### Tarjeta principal
- Peso pesado: Jeff Monson vs. Márcio Cruz

Monson derrotó a Cruz vía decisión dividida (30–27, 28–29, 29–28).
- Peso medio: Evan Tanner vs. Justin Levens

Tanner derrotó a Levens vía (triangle choke) en el 3:11 de la 1.ª ronda.
- Peso wélter: Sean Sherk vs. Nick Diaz

Sherk derrotó a Diaz vía decisión unánime (30–27, 30–27, 30–27).
- Peso semipesado: Tito Ortiz vs. Forrest Griffin

Ortiz derrotó a Griffin vía decisión dividida (30–27, 28–29, 29–27).
- Campeonato de Peso Pesado: Andrei Arlovski (c) vs. Tim Sylvia

Sylvia derrotó a Arlovski vía TKO (golpes) en el 2:43 de la 1.ª ronda para convertirse en el nuevo campeón de peso pesado de UFC.

## Premios extra
- Pelea de la Noche: Tito Ortiz vs. Forrest Griffin